# دوآ لیپا (آلبوم)
دوآ لیپا (انگلیسی: Dua Lipa) نخستین آلبوم استودیویی و هم‌نام خوانندهٔ انگلیسی دوآ لیپا است. این آلبوم که ابتدا قرار بود در سپتامبر ۲۰۱۶ منتشر شود، پس از چندین تأخیر به منظور افزودن ترانه‌های جدید در ۲ ژوئن ۲۰۱۷ از طریق وارنر رکوردز  منتشر شد.
لیپا در پانزده سالگی از کوزوو به لندن نقل مکان کرده بود تا حرفهٔ موسیقی را دنبال کند. او از جاستین بیبر الهام گرفت و یک سال در فاصلهٔ زمانی بین تمام شدن دوران مدرسه و ورود به دانشگاه فاصله گرفت و از رسانه‌های اجتماعی به عنوان بستری برای آغاز استفاده کرد. پس از کار به عنوان مدل و پیشخدمت، او به بن مووسون، مدیر TAP معرفی شد که منجر به امضای قرارداد موسیقی با برادران وارنر شد. کار روی این آلبوم با مشارکت لیپا در مرحله توسعه هنرمند در سال ۲۰۱۳ آغاز شد. از ۲۵ ترانه موجود در تمام نسخه‌های آلبوم، لیپا ۲۱ ترانه را به صورت مشترک نوشت. او با نویسندگان و تهیه‌کنندگان گوناگونی همکاری کرد و با استفان کوزمنیوک که چندین قطعه را تهیه کنندگی کرد، روحیه خویشاوندی پیدا کرد. کار روی این آلبوم در لندن، لس آنجلس، تورنتو و نیویورک انجام شد و در سال ۲۰۱۷ به پایان رسید.